# 亞夫內

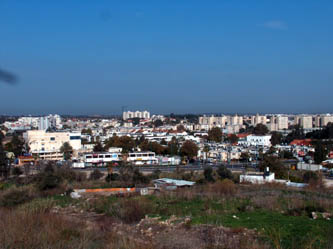

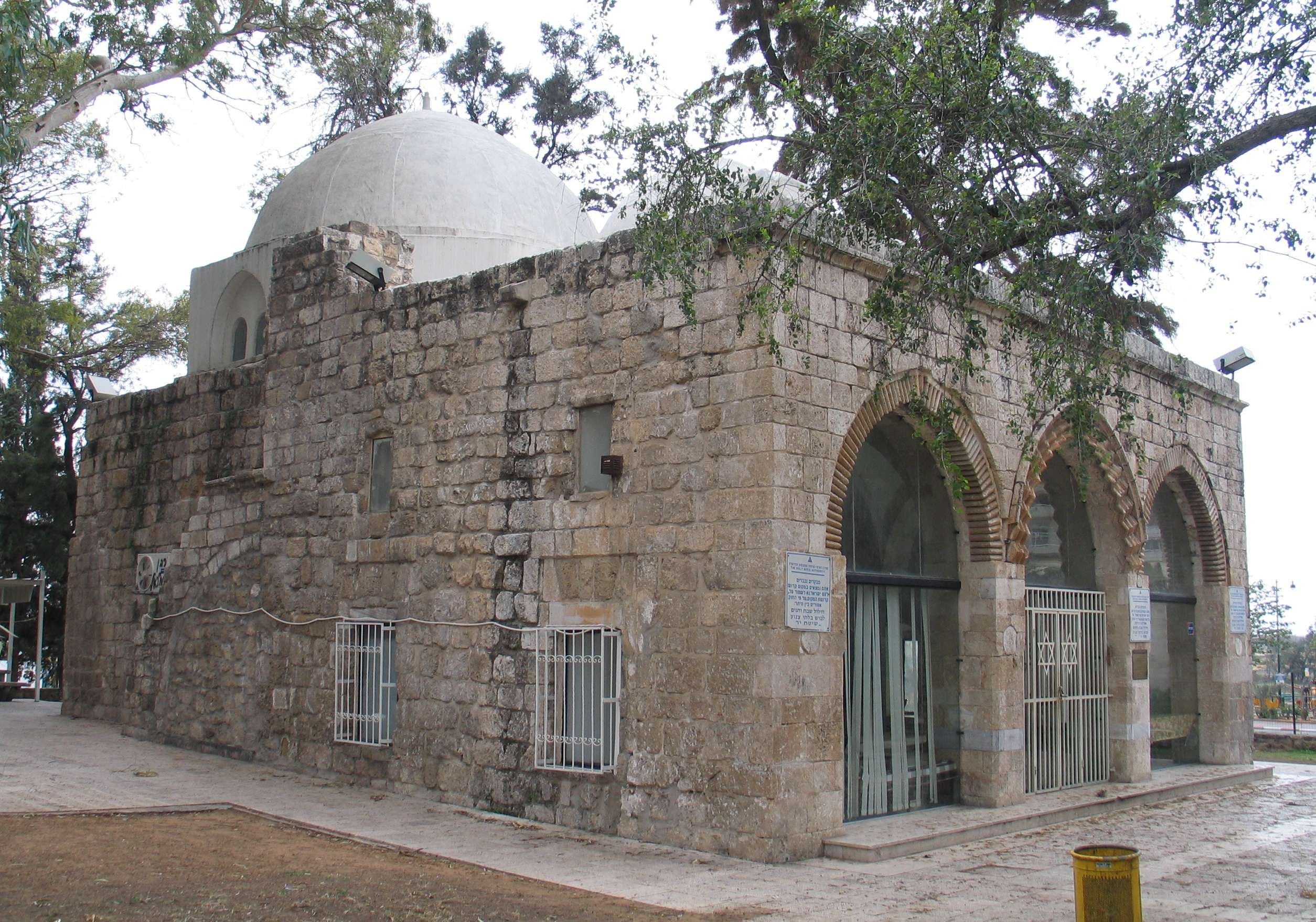

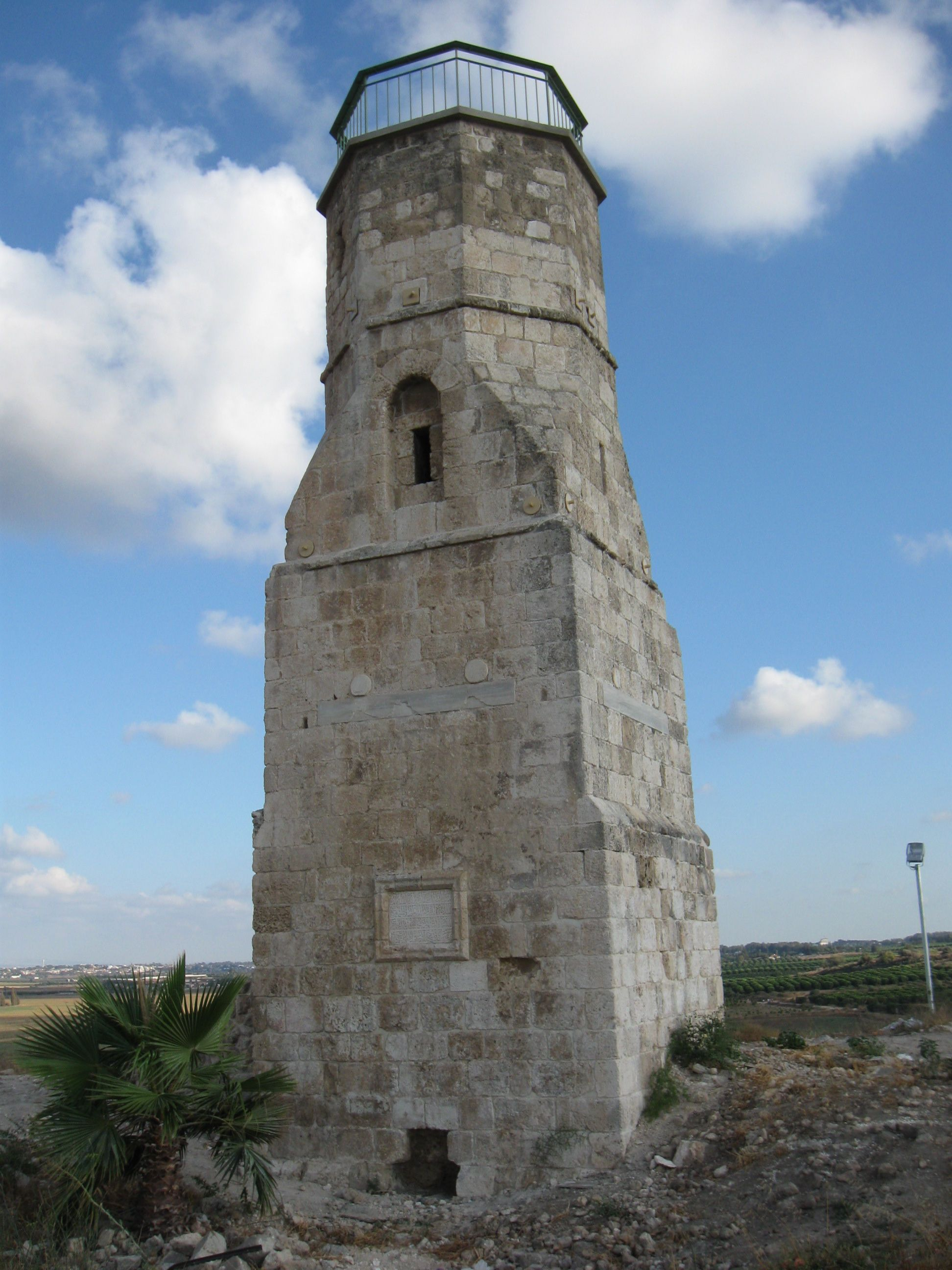

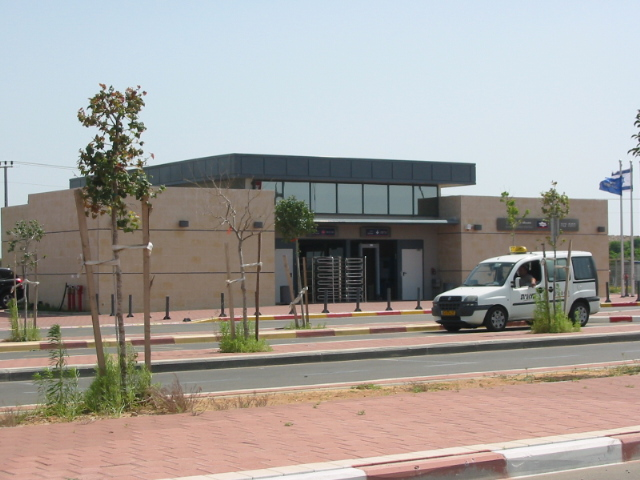

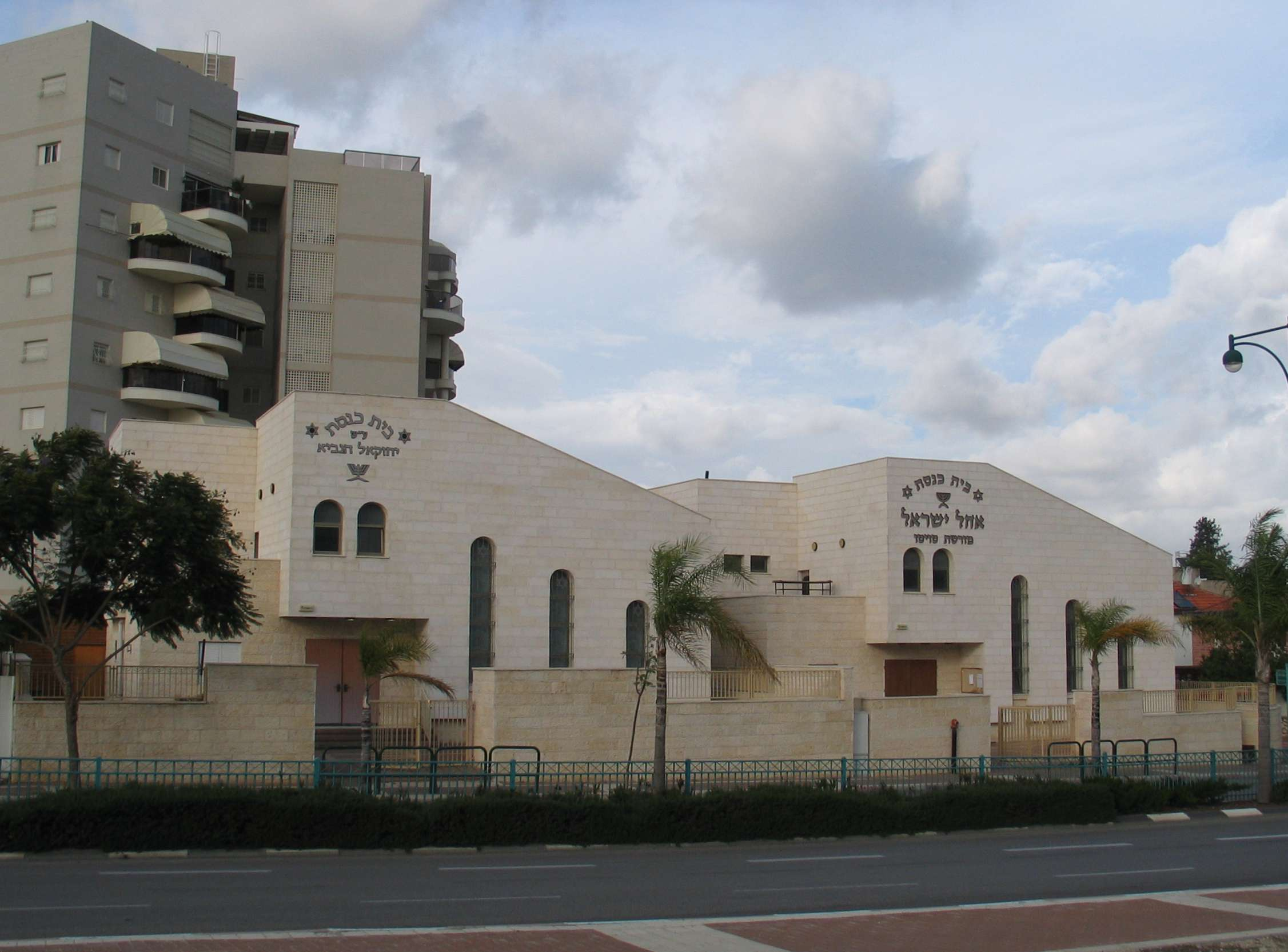

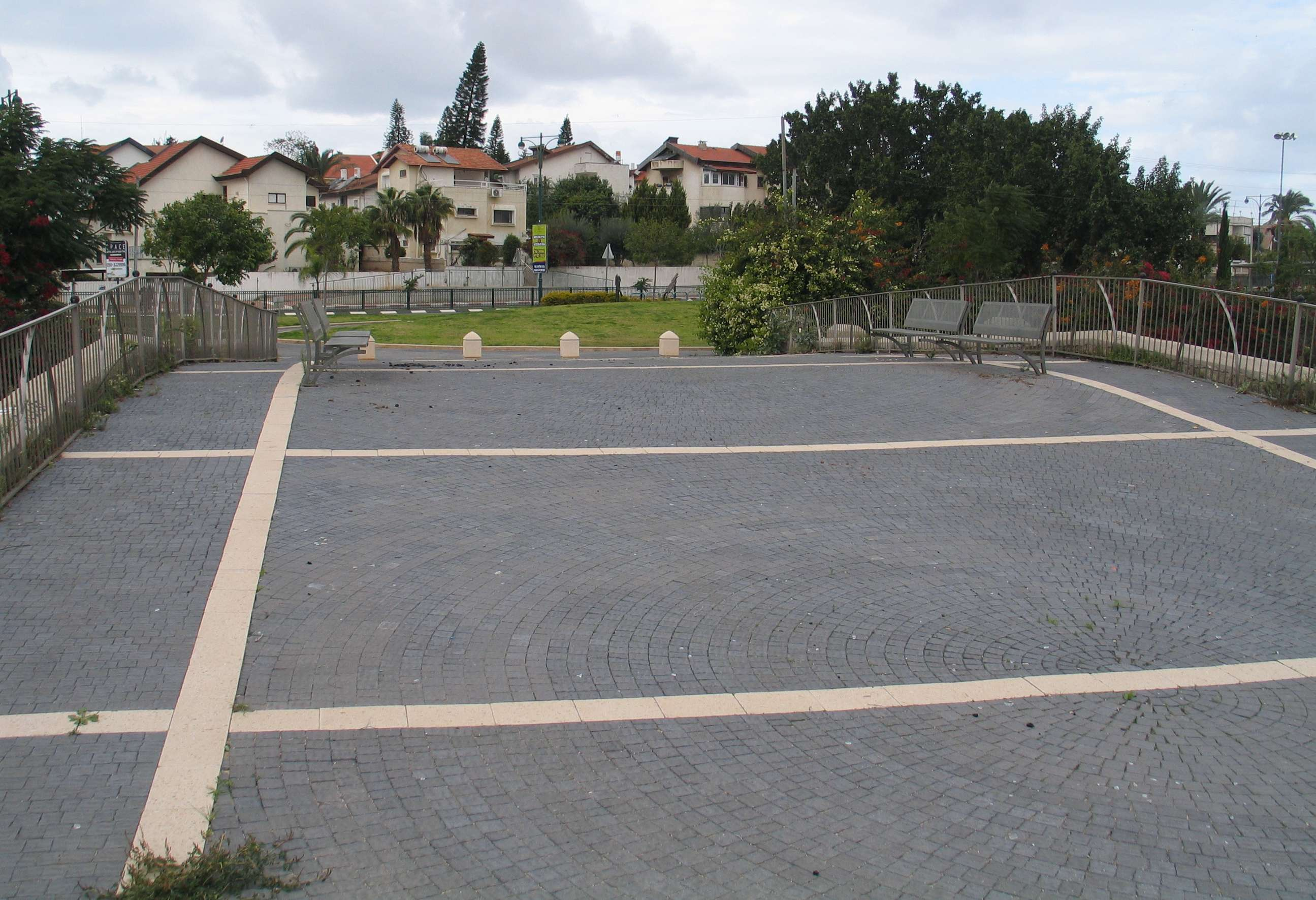

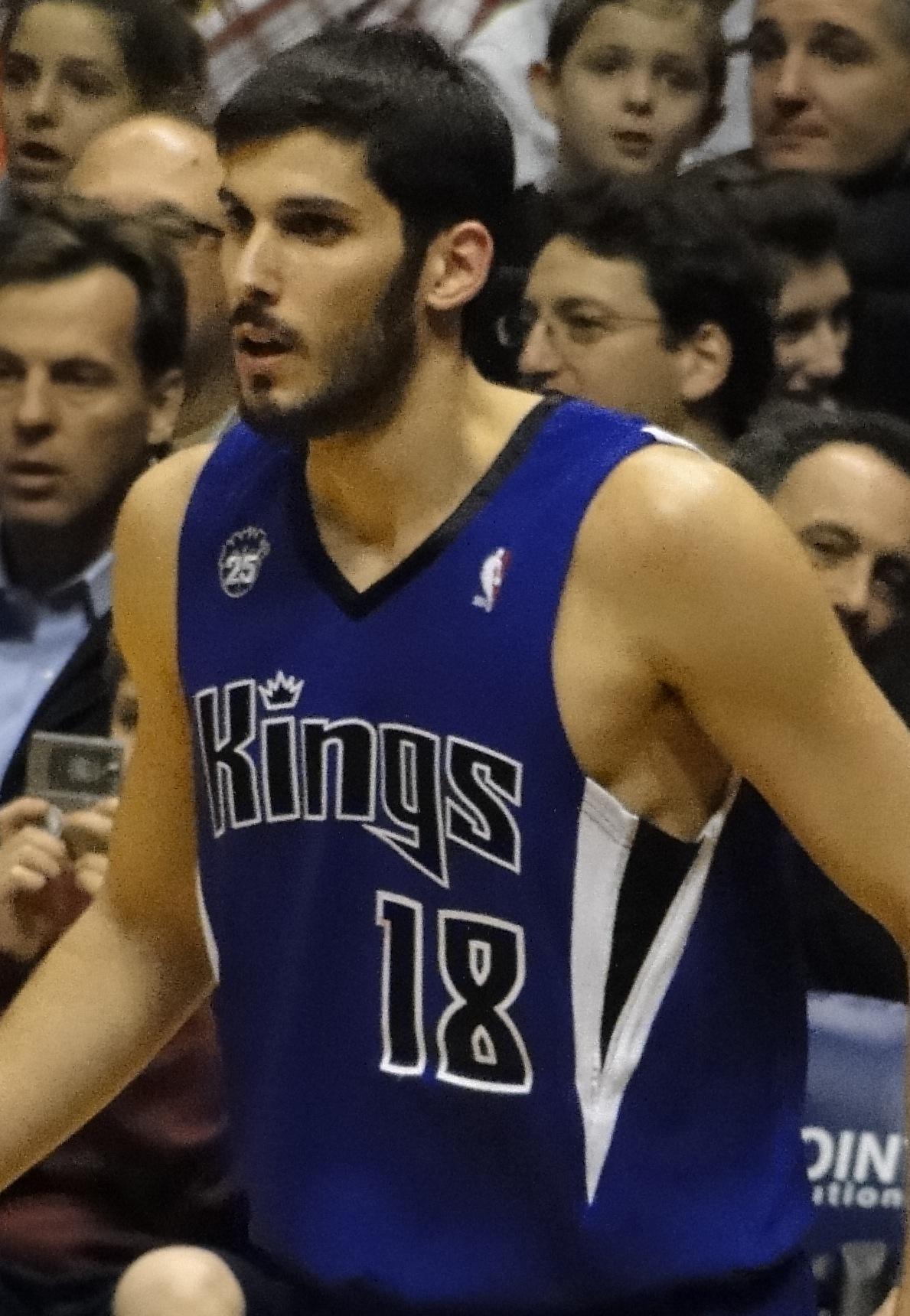

亞夫內（希伯來語：יבנה）是以色列的城市，位於該國西部，距離阿什杜德15公里，由中央區負責管轄，始建於1949年，面積10.7平方公里，2009年人口33,000，居民主要信奉猶太教。

## 友好城市
- 法國 勒兰西

## 外部連結
- City website
- Tel Yavne （页面存档备份，存于）
- Yavneh Yields Over a Hundred Philistine Cult Stands Biblical Archaeology Review